# Winnie Denker
Winnie Denker, née en 1938, est une photographe d'origine danoise vivant à Paris. Une des rares professionnels qui travaillent en format 8 × 10. Elle s'intéresse principalement à l'architecture, les musées, les sites historiques et aux paysages urbains. Depuis 1992, une exposition permanente lui est consacrée au Musée de l'Ermitage de Saint-Pétersbourg.

## New York
Winnie Denker s'installe à New-York en 1975, à cette époque, ses photos sont publiées dans les magazines prestigieux comme Vogue ou Elle.
En 1983, naît de son voyage à New-York son premier livre photographique publié sous le titre The Library of Nation USA. Les premiers ouvrages de l'artiste sont publiés, tels que Women's wear Daily et House and Gardens.

## La tour Eiffel
Winnie Denker a beaucoup travaillé sur la tour Eiffel ,. En 1986, pour les cents ans de la tour Eiffel, l'éclairage est confié à son ami Pierre Bideau. C'est à partir de ce moment-là que la photographe y consacre une décennie et publie trois livres avec les photos de la Dame de fer de Paris. La prise de ces photos serait impossible aujourd'hui, dû à des aménagements de sécurité.
À cette période-là, Winnie collabore beaucoup avec Françoise Sagan, qui écrit le texte de l'ouvrage de l'artiste dédié à la tour Eiffel, lui donnant le titre : La sentinelle de Paris.

## Expositions
- 1976, Phenix, Mississippi, (P)
- 1986, Fondation Mona Bismarck, Paris, (P)
- 2004, 2011, Galerie W Landau. Paris, (P).

## Publications
- (en) Winnie Denker, The United States, Time Life UK, coll. « Library of nations », 160 p. (ISBN 978-0-8094-5112-8)
- (en) Winnie Denker et Jean-Paul Desprat, Paris, Rizzoli International Publications, 1992, 224 p. (ISBN 978-0-8478-1474-9)
- (de) Jean-Paul Desprat, Winnie Denker et Gisela Umenhof, Paris. Ein Fest (ISBN 978-3-8003-0432-5)
- (en) Françoise Sagan et Winnie Denker, The Eiffel Tower : A Centenary Celebration, Andre Deutsch Ltd, 1999, 102 p. (ISBN 978-0-233-98435-3)
- Winnie Denker et Françoise Sagan, La Sentinelle de Paris, Robert Laffont, 1988, 111 p. (ISBN 978-2-221-05516-8)
- Brigitte de Montclos et Winnie Denker, Civilisation de Saint-Pétersbourg, Place des Victoires, 2014, 278 p. (ISBN 978-2-8099-1226-5)

## Décorations
- Chevalier de l'ordre des Arts et des Lettres Elle est faite chevalier le 12 mars 2019[7].